# Pałac Pod Czterema Wiatrami w Warszawie
Pałac Pod Czterema Wiatrami, także pałac Dückerta – pałac znajdujący się przy ul. Długiej 38/40 w Warszawie.
Swoją nazwę zawdzięcza figurom czterech eoli: Boreasza – wiatru z północy, Zefira – wiatru z zachodu, Notosa – wiatru z południa i Eurosa – wiatru ze wschodu, ustawionych na filarach ogrodzenia oddzielającego dziedziniec od ulicy Długiej.

## Opis

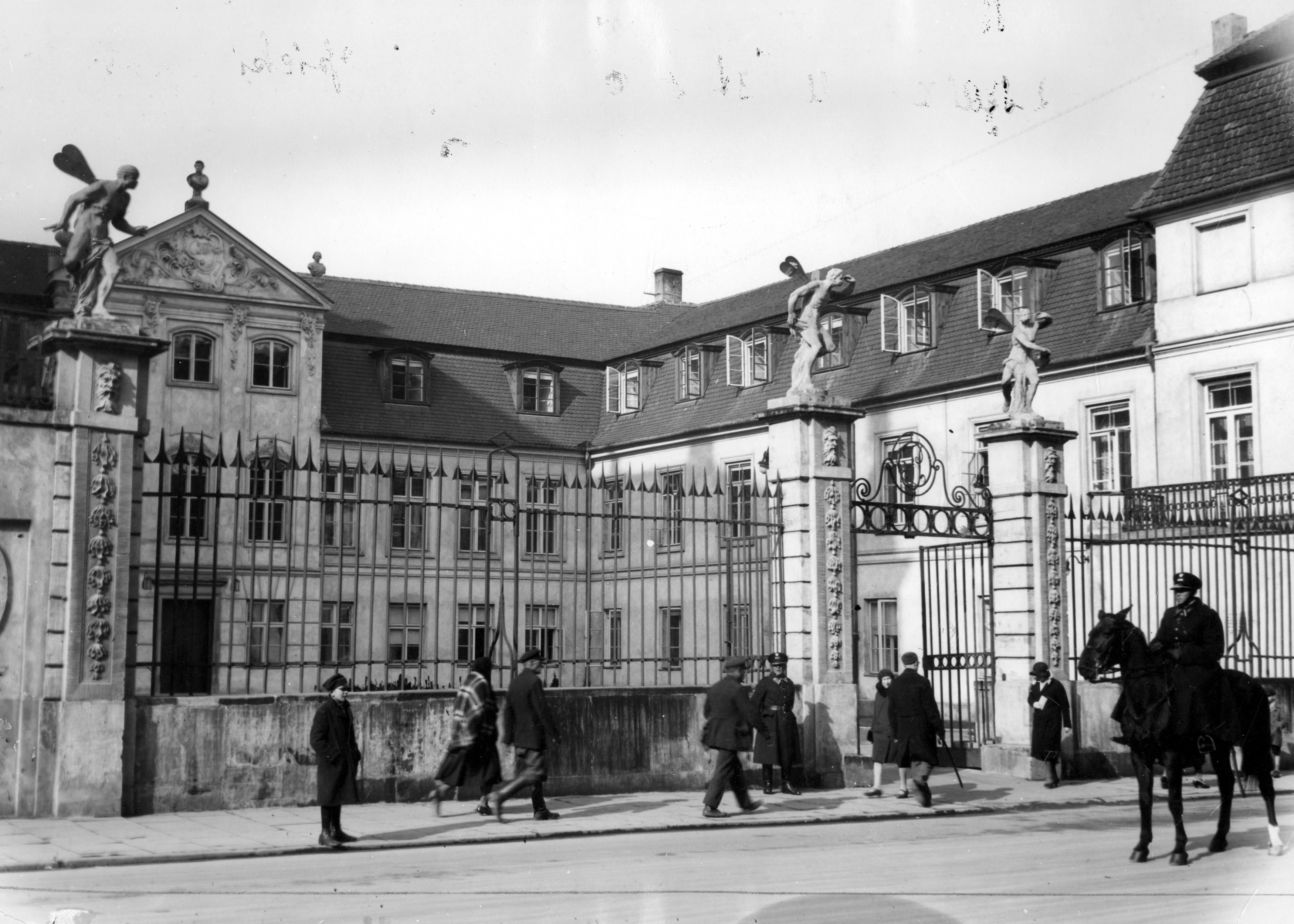
Pałac w okresie międzywojennym

Pierwszym właścicielem budynku był Stanisław Kleinpoldt-Małopolski – metrykant skarbu koronnego, sekretarz królewski, podstoli i chorąży bracławski. Budowa pałacu rozpoczęła się ok. 1680 roku. W jego projektowaniu brał udział Tylman z Gameren, jednak nie jest jasne, jaki był jego wkład w projekt.
W ciągu XVIII w. barokowa architektura pałacu uległa zmianie. Około połowy stulecia przekształcono m.in. środkowy ryzalit korpusu głównego, który otrzymał wówczas rokokową dekorację.  W 1765 roku Piotr Riaucour sprzedał pałac Piotrowi Tepperowi. W latach 1769–1771 pałac został przebudowany dla Teppera przez Szymona Bogumiła Zuga. Rozszerzone zostało wówczas prawe skrzydło, przy którym od strony ul. Długiej wzniesiono nowy aneks o wczesnoklasycystycznej elewacji frontowej. Zugowi przypisuje się autorstwo kwadratowych pawilonów od strony ul. Długiej albo piętrową nadbudowę tychże.
W 1801 roku pałac wystawiono na licytację, którą wygrał Karol Fryderyk Dückert. Był on w posiadaniu rodziny Dückertów do 1891. W latach 1808–1914 w pałacu mieścił się elegancki Hôtel de Dresde, zwyczajowo nazywany Drezdeńskim. W otaczającym pałac ogrodzie w 1824 roku rozpoczął działalność pierwszy w mieście Instytut Wód Mineralnych.
Po I wojnie światowej pałac podupadł i stał się kamienicą czynszową. W 1927 roku zakupił go Skarb Państwa. Po odrestaurowaniu budynek został przeznaczony na siedzibę Ministerstwa Pracy i Opieki Społecznej. 
W okresie okupacji niemieckiej w gmachu mieściła się główna siedziba niemieckiego Urzędu Pracy (Arbeitsamt Warschau). W marcu i kwietniu 1943 roku w pałacu miały miejsce dwa zamachy na szefa Arbeitsamtu Curta Hoffmanna przeprowadzone przez Armię Krajową. W marcu 1943 roku członkowie Kedywu OW AK nadali na Poczcie Głównej dziewięć paczek zawierających bomby zegarowe, z których jedna była zaadresowana do Hoffmana. Ostrzeżeni Niemcy sprowadzili z warszawskiego SD pirotechnika, który przy próbie ustalenia składu i konstrukcji bomby wywołał eksplozję. Poniósł śmierć na miejscu, a w budynku wyleciały szyby do drugiego piętra. Latem 1943 roku główną siedzibę Arbeitsamtu przeniesiono do gmachu Towarzystwa Kredytowego Ziemskiego przy ul. Kredytowej 1.
W 1944 roku w czasie powstania warszawskiego pałac został spalony. Został odbudowany w latach 1949–1951 według projektu Ludwika Borawskiego. Został przeznaczony na biura instytucji podległych Ministerstwu Zdrowia i Opieki Społecznej, m.in. Państwowych Zakładów Wydawnictw Lekarskich i Zjednoczenia „Uzdrowiska Polskie”.
W 1965 roku pałac został wpisany do rejestru zabytków.
W 1994 roku na fasadzie budynku odsłonięto tablicę upamiętniająca Głównego Inspektora Pracy w okresie międzywojennym Mariana Klotta.